# ハワーラのピラミッド

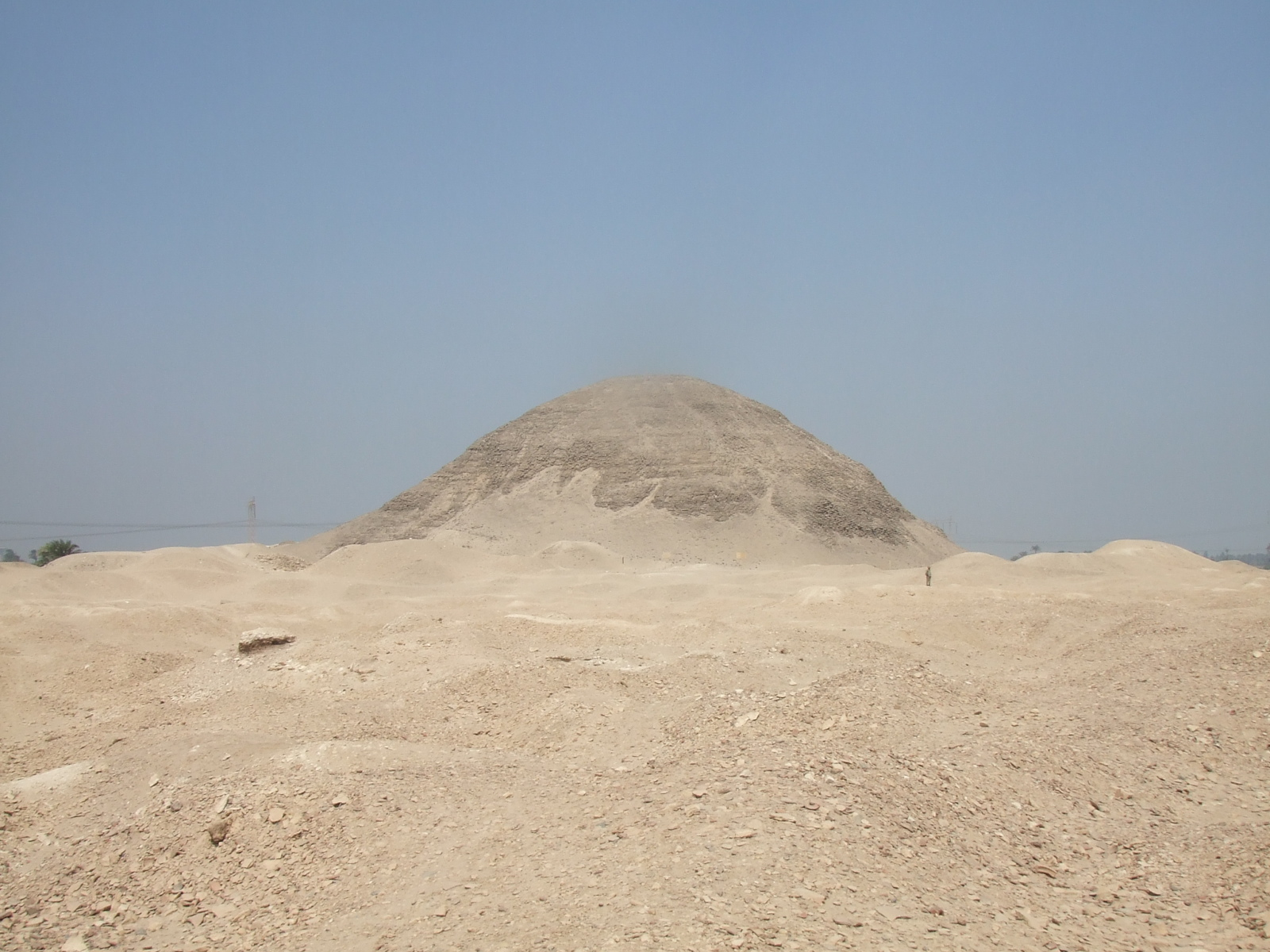
ハワーラのピラミッド

ハワーラのピラミッドは紀元前1800年頃、アメンエムハト3世がファイユーム盆地に造営したピラミッド。

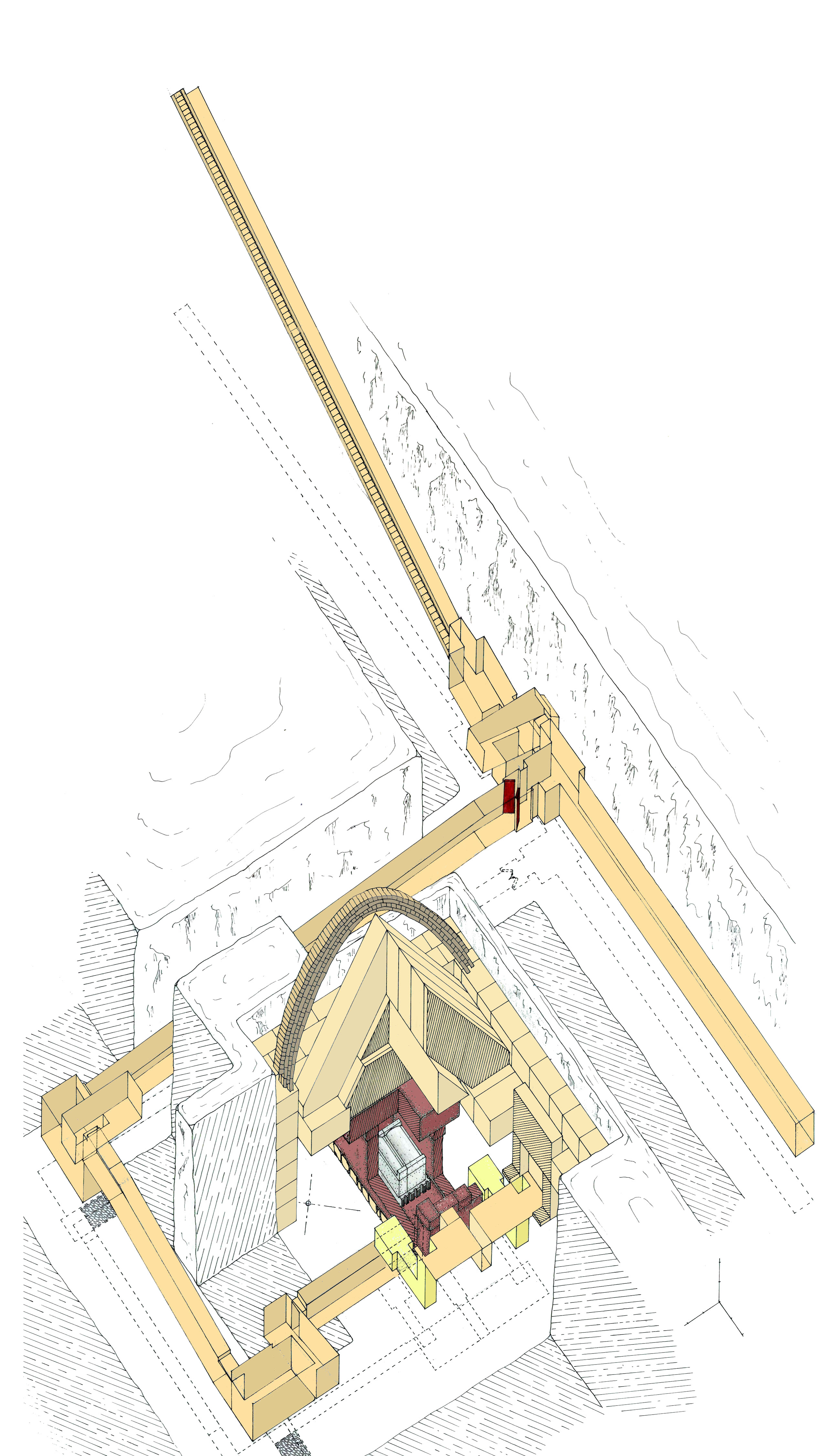
中の様子